# 파울라 모더존베커

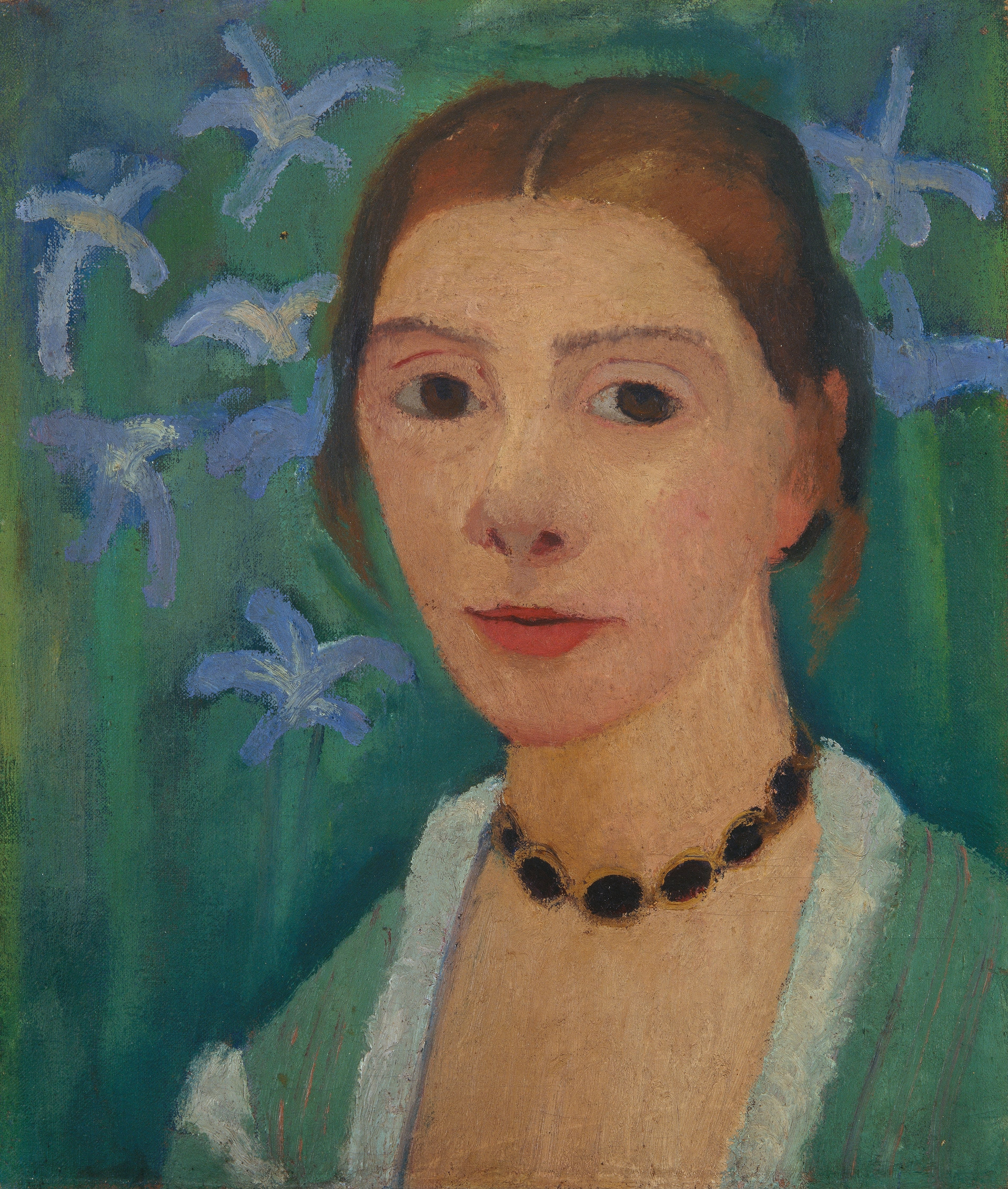
녹색 배경과 푸른 아이리스의 자화상, 파울라 모더존베커, 1905년경

파울라 모더존베커(Paula Modersohn-Becker, 1876년 2월 8일–1907년 11월 30일) 독일의 화가로 초기 표현주의의 주요 대표자이다. 31세의 나이로 산후 색전증으로 사망하면서 짧은 경력이 끝났다. 화가 자신의 누드 자화상을 그린 첫번째 여성 화가이다. 20세기 초반 모더니즘 예술에서 중요한 인물이다.

## 생애

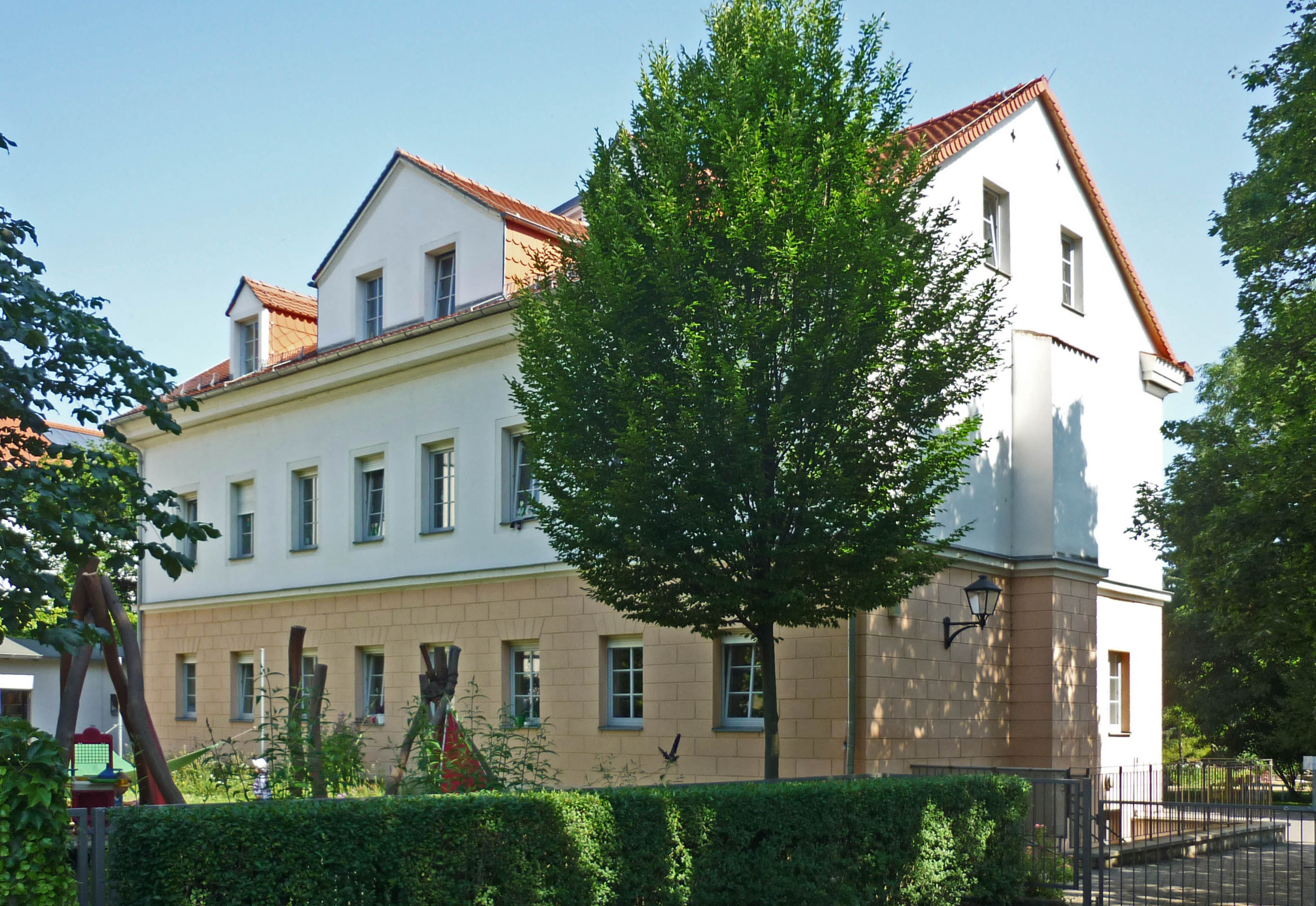
드레스덴-프리드리히슈타트: 파울라가 태어난 후 베커 가족은 "Friedrichstraße29"("현재 Friedrichstraße46") 위치한 집으로 이사했다

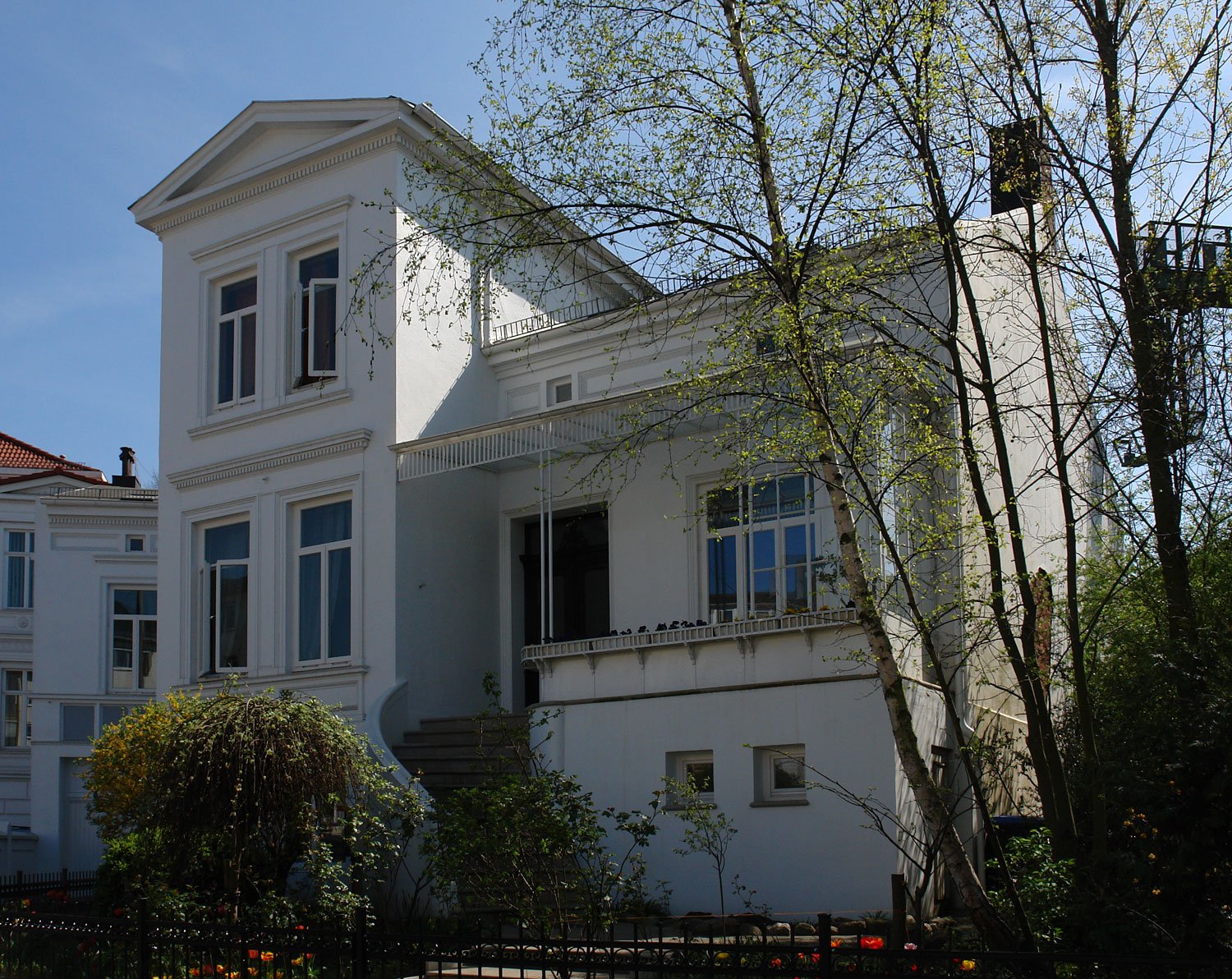
브레멘: 베커 부모님의 집 1888-1899

베커는 드레스덴 프리드리히슈타트에서 태어나고 자랐다. 일곱 자녀 중 셋째로 아버지 칼 볼데마르 베커(1841년 1월 31일 오데사–1901년 11월 30일 브레멘)는 러시아 대학교 프랑스어 교수의 아들로, 독일 철도 엔지니어로 일했다. 그녀의 어머니 마틸데(1852년 11월 3일 뤼베크 – 1926년 1월 22일 브레멘)는 귀족 가문 "von Bültzingslöwen" 출신으로 베커의 부모는 자녀에게 문화적, 지적 가정 환경을 제공했다.

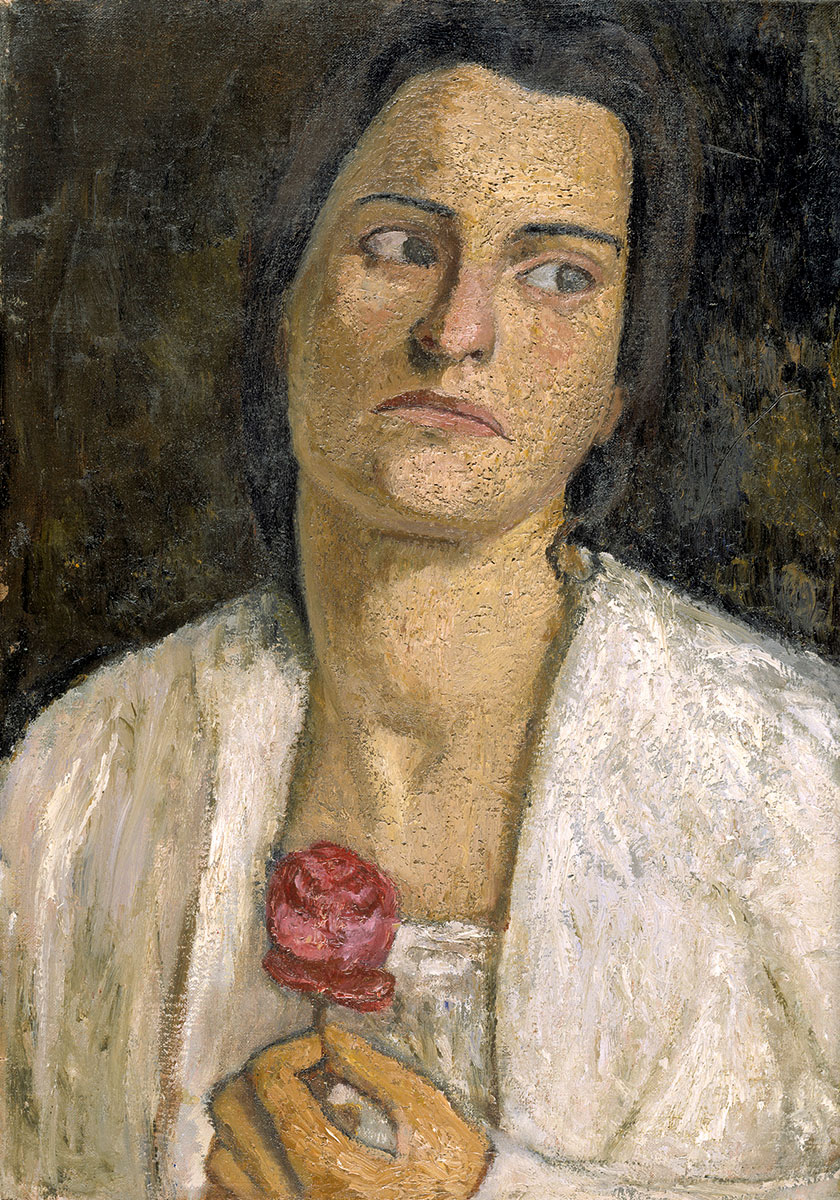
클라라 릴케 베스토프, 파울라 모더존-베커, 1905년

1888년에 가족이 드레스덴에서 브레멘으로 이주했다. 런던에서 모계 친척 아주머니를 방문하는 동안 세인트 존스 우드 예술 학교에서 처음으로 회화 교습을 받았다. 1893년 보르프스베데 예술가 공동체의 작품을 접하게 되었다; 오토 모더존, 프리츠 마켄젠, 프리츠 오버벡 및 하인리히 포겔러의 작품이 브레멘 미술관에 전시되었다. 1893-1895년 기간에 교사 수업을 받으면서, 회화 개인 수업도 받았다. 1896년 베를린 여성 예술가 조합(Verein der Berliner Künstlerinnen)이 후원하는 회화와 드로잉 과정에 참여하기도 했다.
베커의 친구인 클라라 베스토프는 1899년 초 파리에서 공부하기 위해 브레멘을 떠났다. 그해 12월 베커가 따라갔고, 1900년 카르티에 라탱의 아카데미 콜라로시(Académie Colarossi)에서 공부했다.
1900년 4월 만국 박람회가 파리에서 열린 것을 계기로 프리츠 오버벡 부부와 오토 모더존이 파리에 도착했다. 병상에 있던 모더존의 아내 헬렌은 보르프스베데에 남았고 그의 파리 여행 중에 사망했다. 모더존과 오버벡 부부는 급히 독일로 돌아갔다.

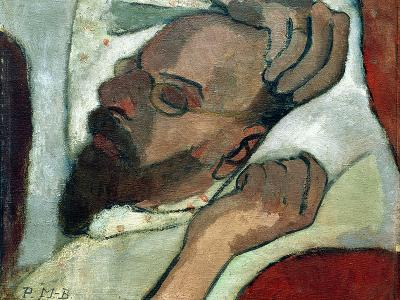
잠자는 오토 모더존, 파울라 모더존-베커, 1906년

1901년 파울라는 오토 모더존과 결혼해 오토가 첫번째 결혼에서 얻은 두 살 된 딸 엘스베트 모더존의 의붓어머니가 되었다. 두 해 동안 부모 역할을 수행하다 1903년 다시 파리로 이주했다. 파울라와 오토는 그때부터 파울라가 자신의 아이를 갖기 위해 독일로 완전히 돌아온 1907년까지 대부분 떨어져 지냈다.
1906년 베커는 아이를 갖지 않겠다는 생각을 바꾸었고 유명한 바람둥이와 교제하기도 했다. 1907년 초 남편의 아이를 임신했고 11월에 딸 마틸데를 낳았다.
임신 후 심한 다리 통증을 호소하여 의사가 침대에서 휴식을 권고했다. 의사가 움직여도 된다고 한지 18일만에 다리에 색전증이 발병해서 몇 시간만에 죽음에 이른 원인이 되었다. 

## 경력

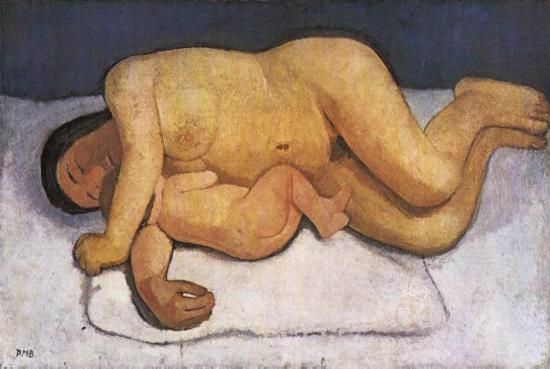
옆으로 누운 어머니와 아이

1898년 22세의 나이로, 프리츠 마켄젠(1866-1953)과 하인리히 포겔러(1872-1942) 같은 예술가가 대도시의 지배적인 아카데미 스타일과 삶에 저항하며 이주한 보르프스베데 예술 공동체에 진입했다. 마켄젠에게서 배우며 주변 농부들과 독일 북부 풍경을 그렸다. 이 시기에 조각가 클라라 베스토프(1875-1954)와 시인 라이너 마리아 릴케(1875-1926)와 가까운 친구가 되었다.
베커가 작업을 시작하던 시절에는 여성 화가들이 여성의 누드를 주제로 삼는 경우는 드물었다. 주목할 만한 예외로 3세기 전의 아르테미시아 젠틸레스키가 유일했다. 예술사가들은 젠틸레스키가 자신의 작품 수산나와 장로들 을 그릴 때 자신의 몸을 모델로 삼았을 것으로 추정한다. 여성의 누드를 다루는 작품은 보편적이지 않으면서 대상과 묘사 방식에 대한 양가감정을 모두 표현하고 있다.
베커는 사실주의와 자연주의 기법으로 훈련받았다. 마르지 않은 그림을 긁는 기법으로 작품에 독특한 질감을 부여했다. 후에 야수파로 옮겨가며 과거의 기법들은 버렸다. 피카소의 그림 중 적어도 하나에 영향을 준 것으로 인정받고 있다.

## 파리 여행

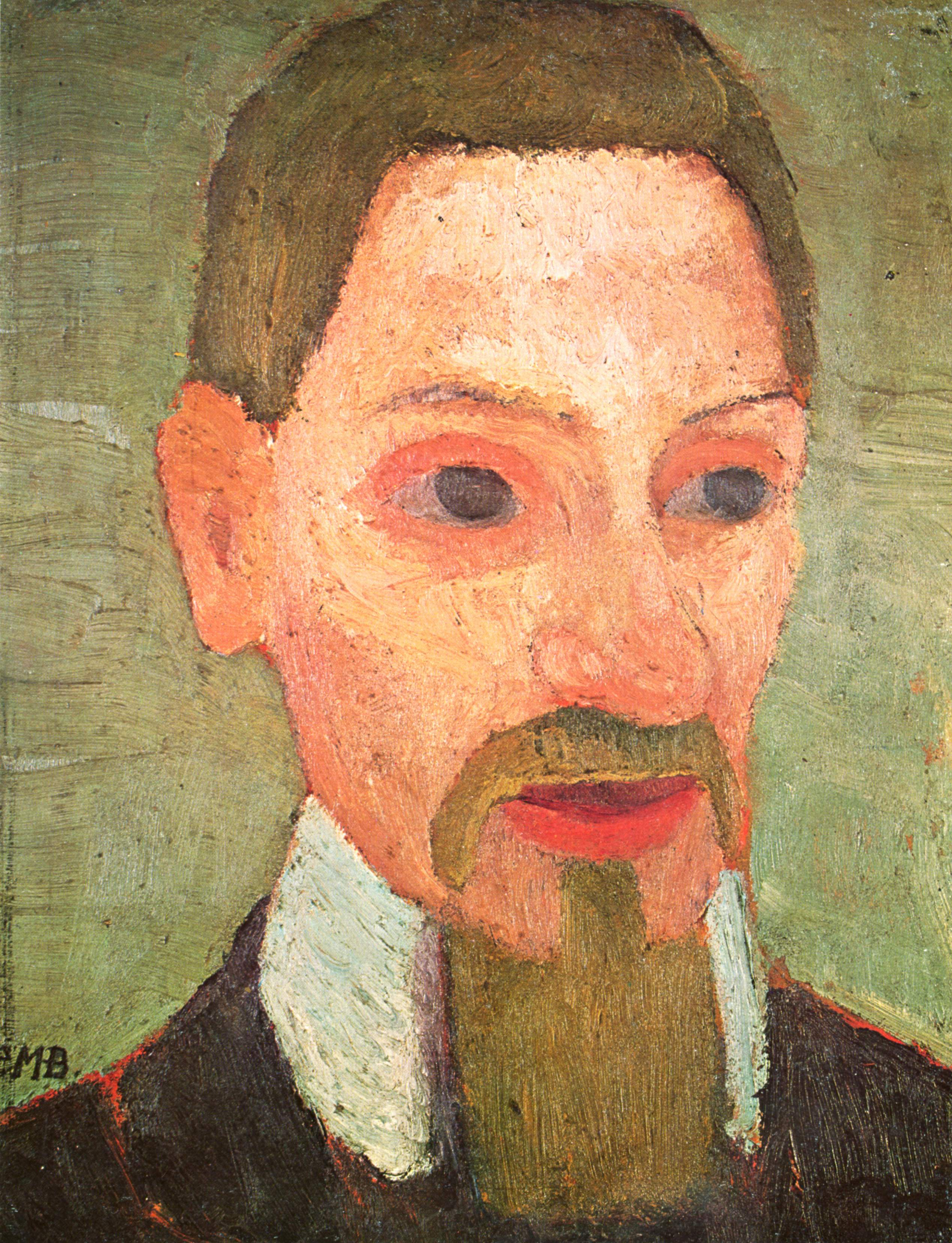
라이너 마리아 릴케, 파울라 모더존-베커(1906)

1907년까지 파울라는 예술적인 목적으로 여섯 번의 파리 여행을 떠났고 때로는 남편 오토와 떨어져 살았다. 그 중에 한번은 에콜 데 보자르에서 수업을 듣기도 했다. 현대 미술 전시를 자주 관람했는데 특히 폴 세잔의 작품에 끌렸고 빈센트 반 고흐와 폴 고갱을 포함한다른 후기인상주의에 특히 영향을 받았다. 구빈원 여자와 유리병 같은 작품에서는 야수파 영향도 나타난다. 프랑스 화가 장프랑수아 밀레의 영향은 1900년 Peat Cutters 같은 작품에서 나타난다.
1906년 마지막 파리 여행에서 스스로 큰 기쁨과 만족을 느낀 여러 작품을 제작했다.. 이 시기의 그림으로 여성 예술가로서는 전례가 없던 누드 자화상을 제작했고, 자신의 친구인 라이너 마리아 릴케와 베르너 좀바르트의 초상화를 그렸다. 예술사가들은 이 시기를 예술적 전성기로 보고 있다.

## 말년과 죽음

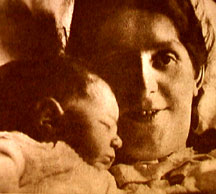
파울라와 마틸데, 1907년 11월 (파울라 사망 며칠 전)

1907년에 파울라는 당시 편지에서 드러나는 독립에 대한 욕구에도 불구하고 보르프스베데의 남편에게 돌아갔다. 남편을 향한 사랑에 대해서도 썼지만, 예술적 자유를 추구하기 위해 출산을 미루어야할 필요성에 대해서도 자세히 썼다. 아이를 양육하는 동안 그림을 그릴 수 있을지를 걱정하면서 어머니가 되는 것에 대한 갈등을 드러냈다. 일기에 따르면 서른이 될 때까지 화가로서 입지를 세우고나서 아이를 가질 계획이었다. 1907년 11월 2일 딸 마틸다 모더존이 태어났을 때 파울라와 오토는 기뻐했지만, 19일 후 파울라가 갑자기 사망하면서 비극이 되었다. 출산 후 다리 통증을 호소했고 침대에서 휴식하도록 처방받았다. 11월 21일 재검한 의사가 일어나도록 조언해서, 몇 걸음 걸은 후 앉아서 아기를 팔에 안겨달라하며 다리 통증을 호소했고 "안타깝다"는 말만 남기고 세상을 떠났다. 사후 보르프스베데 묘지에 묻혔고 무덤은 그대로 보존되고 있다.

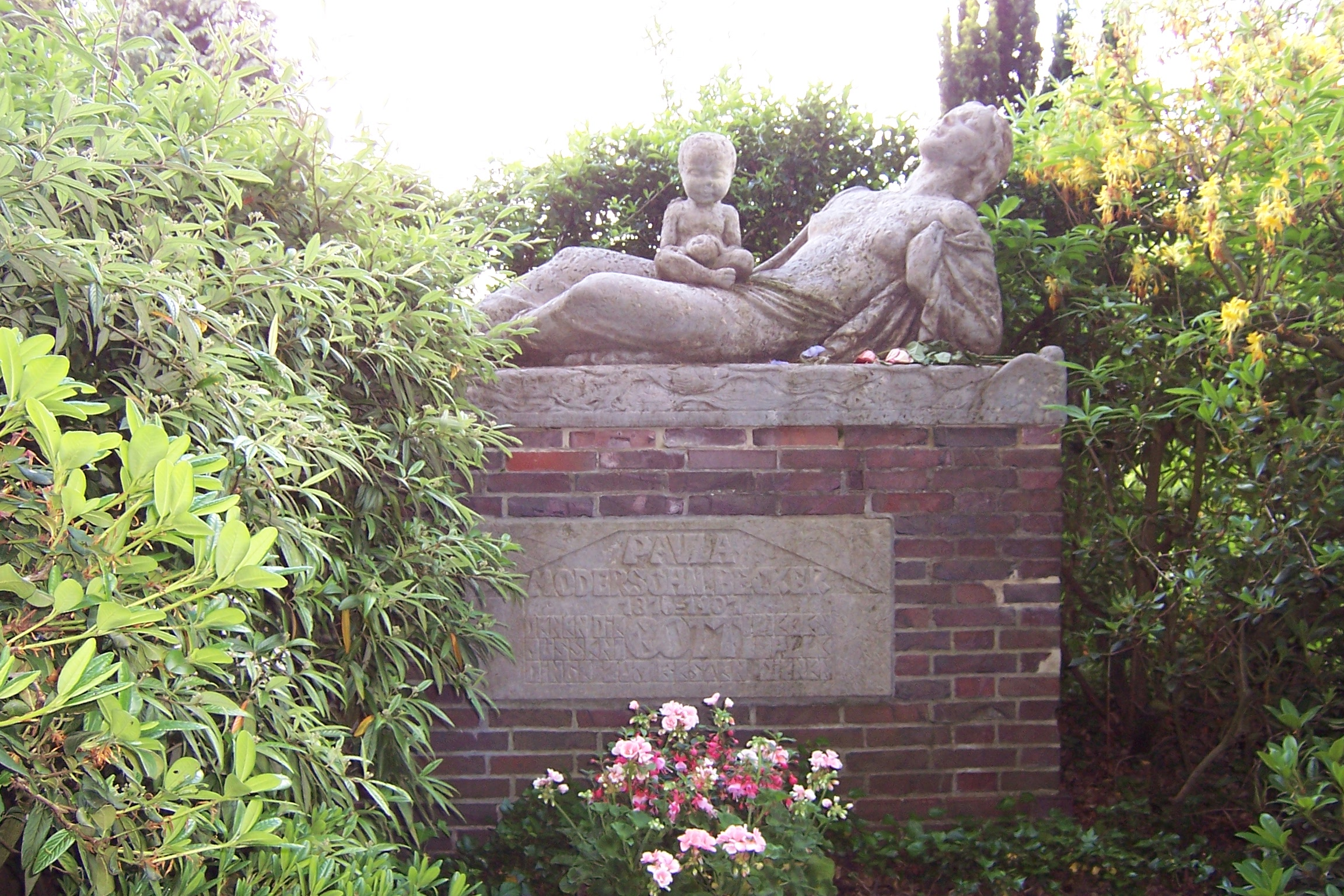
보프스베데 묘지에 있는 파울라 모더존 베커의 기념비, 베른하르트 회트거 (1907) 작품

## 회화 기법
모더존-베커는 화가로서의 짧은 경력동안 일관된 기법을 구사했다. 템페라와 유화로 작업했고 징크 화이트, 카드뮴 옐로, 비리디언, 울트라마린 같은 절제된 배색을 사용했다.

## 업적
1899년 친구인 클라라 베스토프가 클라라의 흉상을 만들며, 그들의 우정과 예술을 향한 공동의 열정을 상징한다고 말했다.
1908년 라이너 마리아 릴케가 쓴 유명한 시 "친구를 위한 장송곡"은 파울라 모더존-베커를 기리는 작품이다.
파울라 모더존 베커 미술관의 예술품과 건축은 1935년 지역 나치에 의해 퇴폐미술로 지목되었다. 미술관 건립을 의뢰한 루트비히 로셀리우스는 히틀러가 1936년 9월 뵈트허 거리(Böttcherstrase)를 지목할 때까지 무시했고 자살을 고려했지만 Barbara Götte이 대신해서 개입했다.
1978년 마틸데 모더존(1907-1998)이 파울라 모더존 베커 재단 (Paula Modersohn-Becker-Stiftung)을 설립했다.

파울라 모더존-베커는 사망 시점에는 널리 알려지지 않았고 잊혀질 뻔했으나 방대한 저작으로 흔적을 남겼다. 꾸준히 일기를 쓰고 친구들과 정기적으로 편지를 주고받았다. 수집된 편지는 독일어로 1920년대 널리 출판되어, 업적을 보존하는데 큰 힘이 되었다. 편지의 3분의 2는 16세에서 결혼 초기까지 시기에 쓰여 낙관과 생명력이 넘친다.
2018년 2월 8일 베커의 생일을 축하하는 구글 두들이 공개되었다.

### 파울라 베커의 집
파울라가 인생에서 많은 시간을 보낸 브레멘 모더존-베커의 집이 2007년 10월 사설 미술관으로 공개되었다. 그녀의 가족이 1888년 드레스덴에서 브레멘으로 이주한 후 이 집에서 살았다. 파울라는 23살이 되던 1899년까지 이 집에서 살았고 첫 작업실을 만들었다. 브레멘의 활발한 예술가 커뮤니티와 어머니의 예술 세계에 대한 애정에 힘입어 예술가 커뮤니티의 일부로 성장했다. 1893-1895년 사이 교사 교육 외에 개인적인 회화 교습을 받았다. 여기에서 10년동안 살았다는 사실은 잘 알려지지 않았는데 2003년 낡은 집을 구매해서 예술가 사후 100주년에 맞추어 복원했다. 2007년 11월 100주년 시점에 공공 미술관으로 전환되었다.

## 갤러리

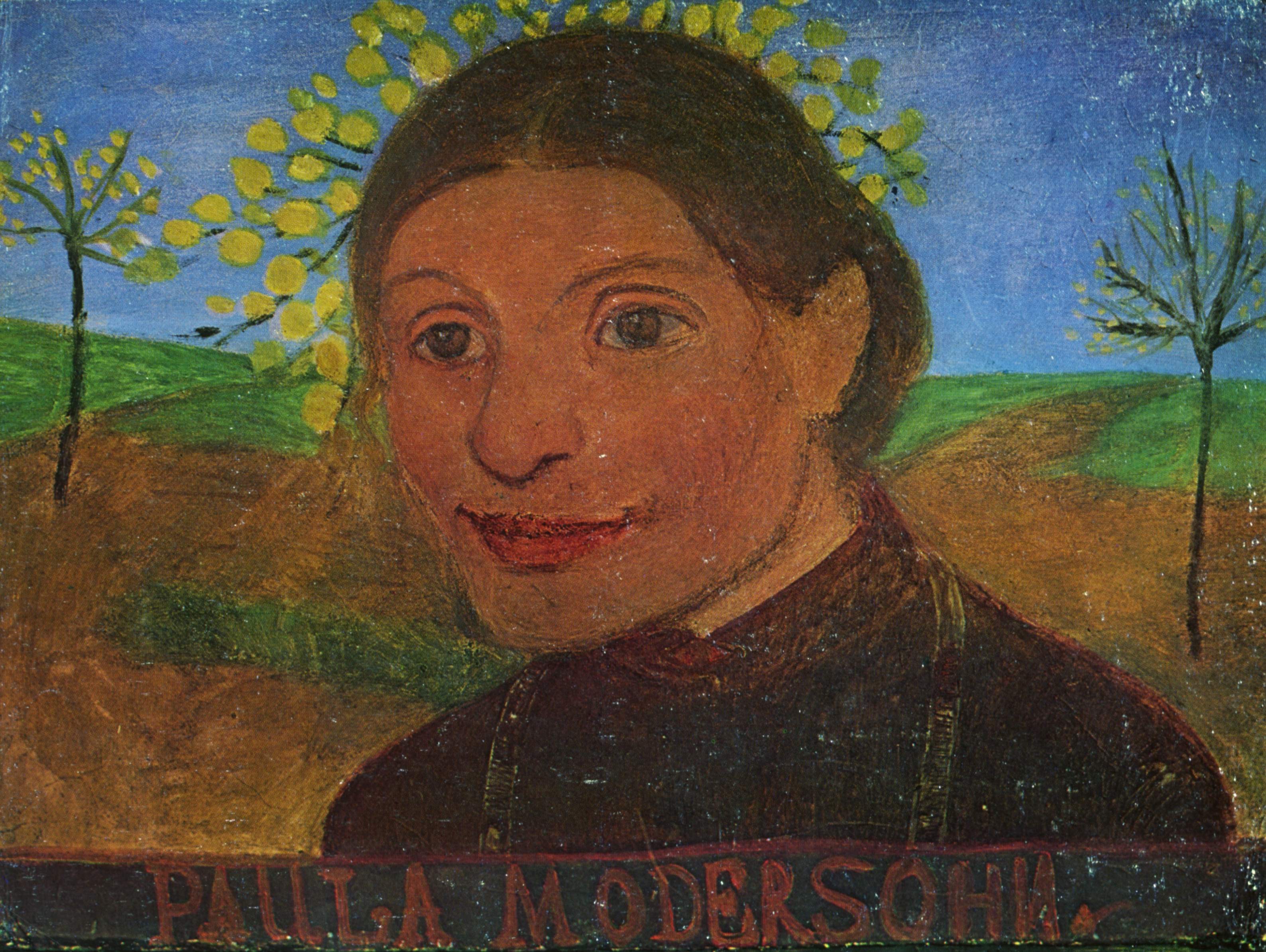
Self portrait (1902)
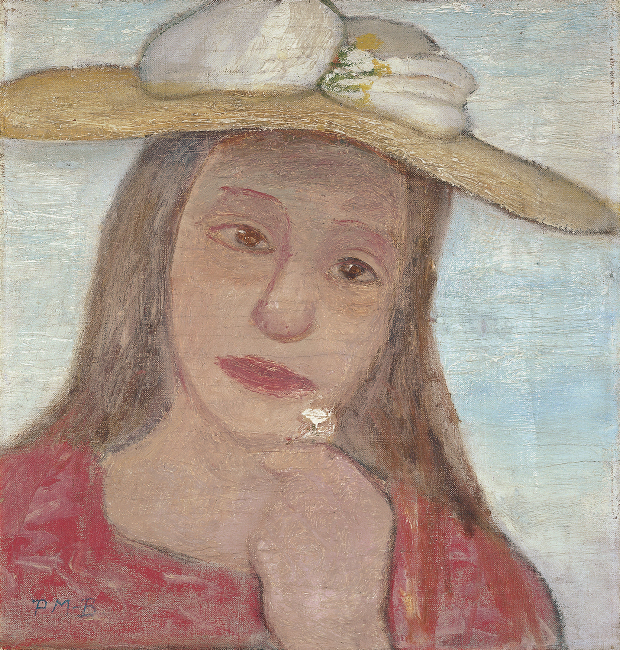
Mädchen mit Strohhut und Blume (1902)
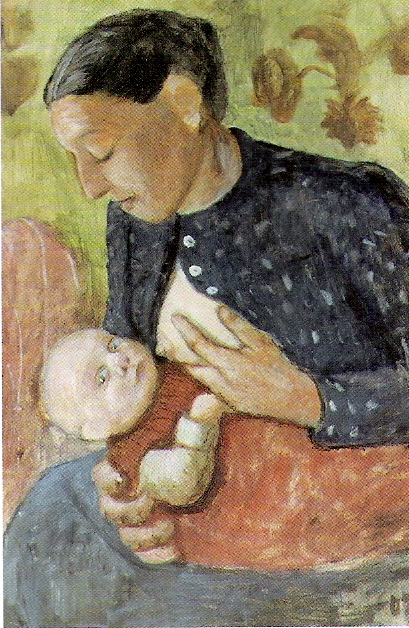
Stillende Mutter (1902)
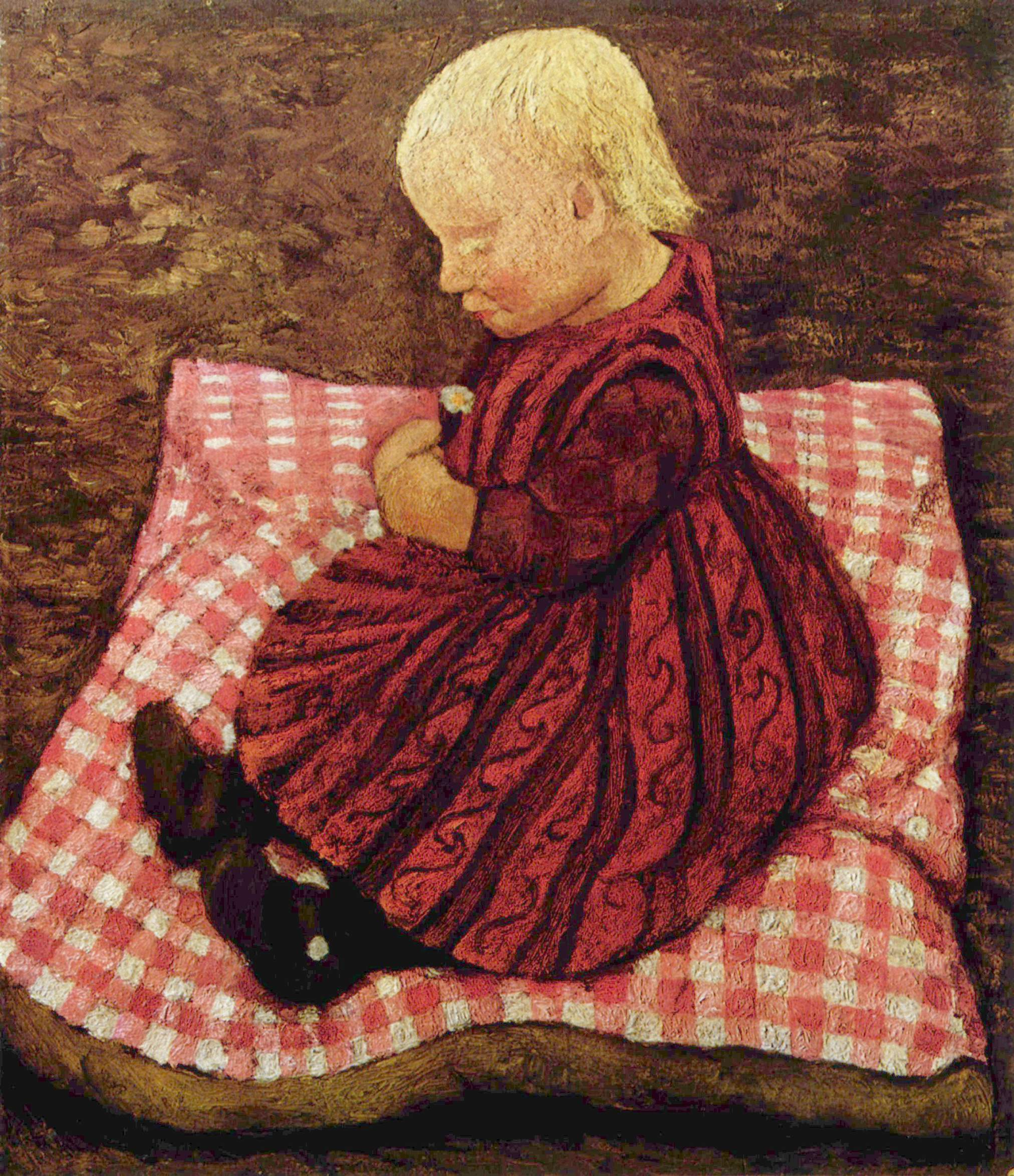
Bauernkind auf rotgewürfeltem Kissen (c. 1904)
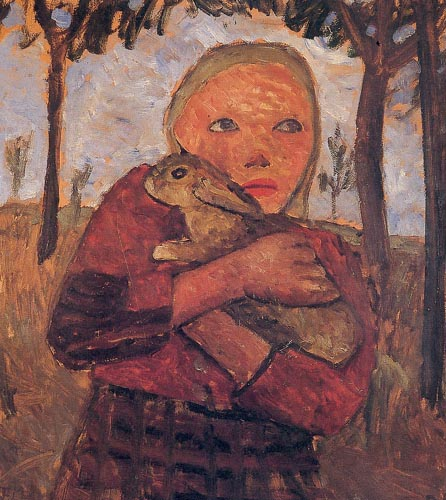
Mädchen mit Kaninchen (1905)
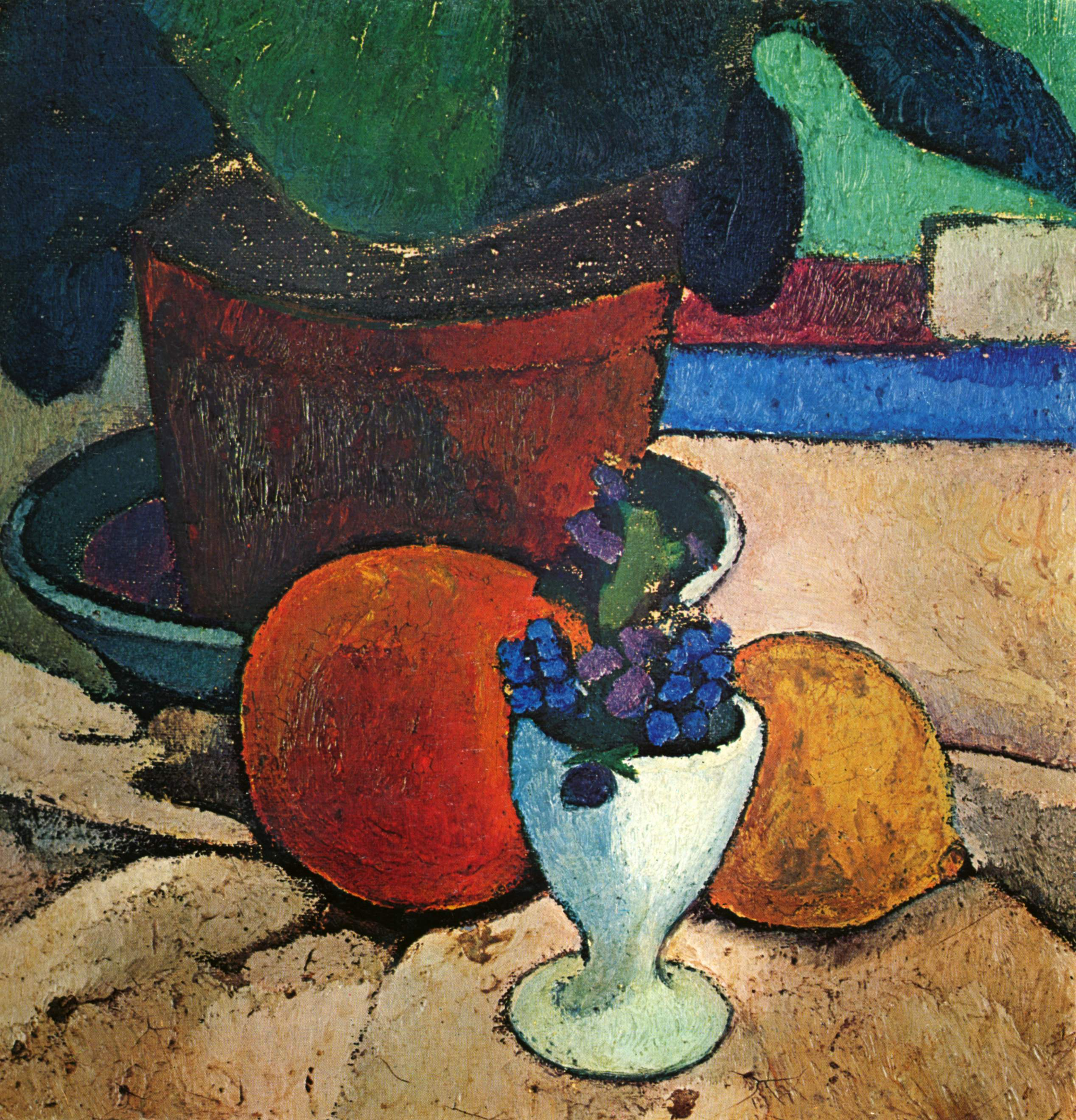
Still life (1906)
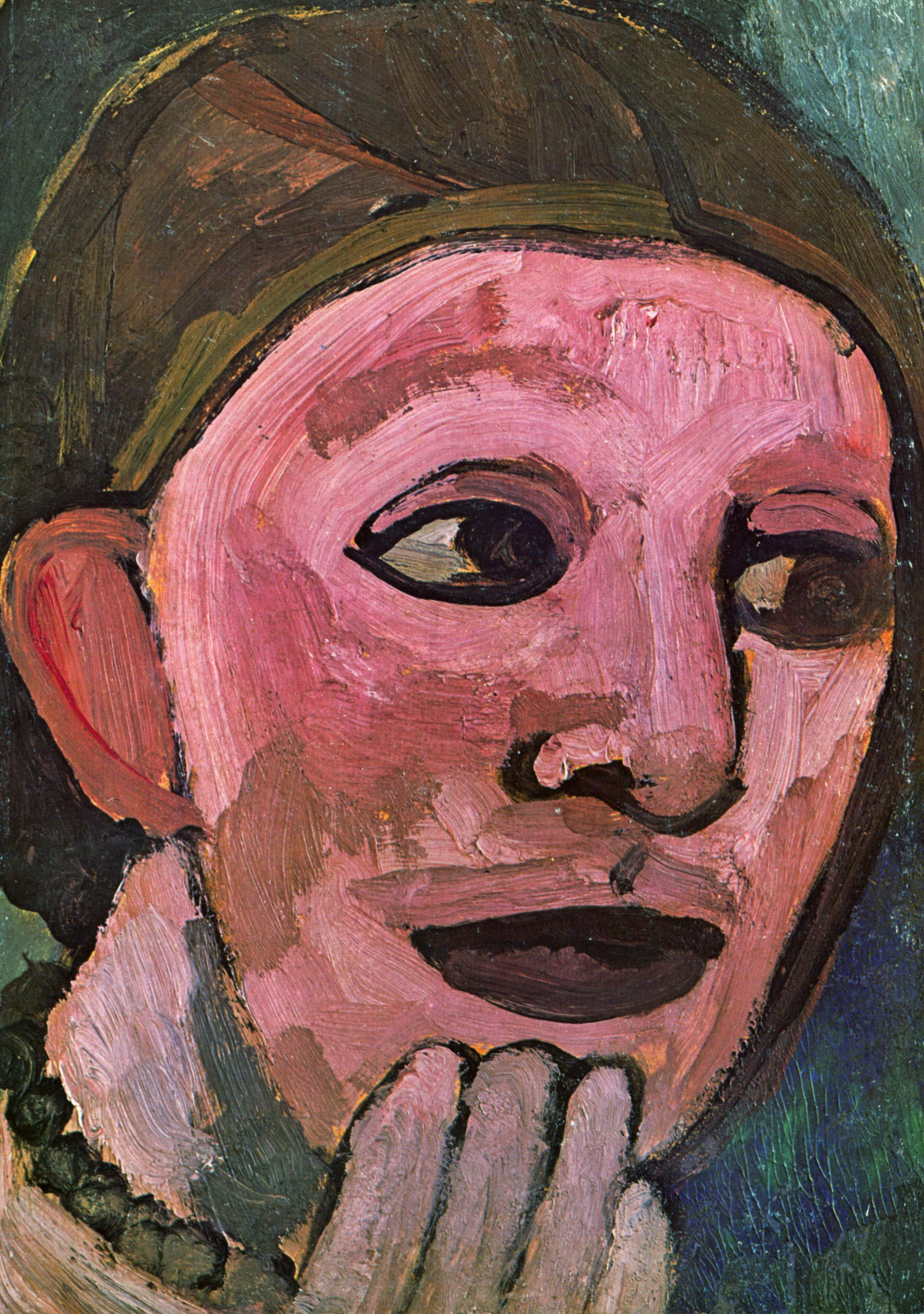
Selbstporträt (1907)
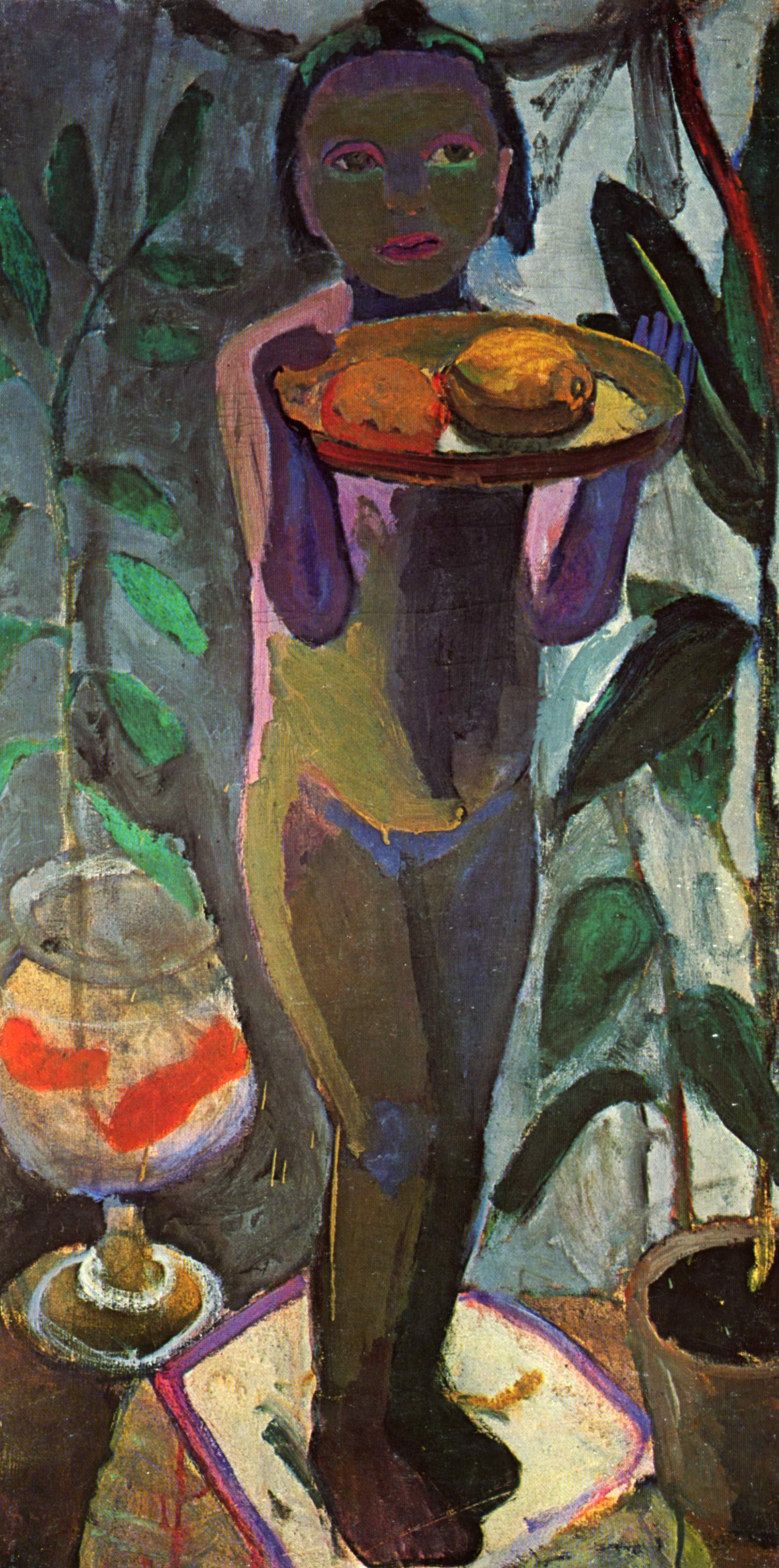
Kinderakt mit Goldfischglas (1907k)
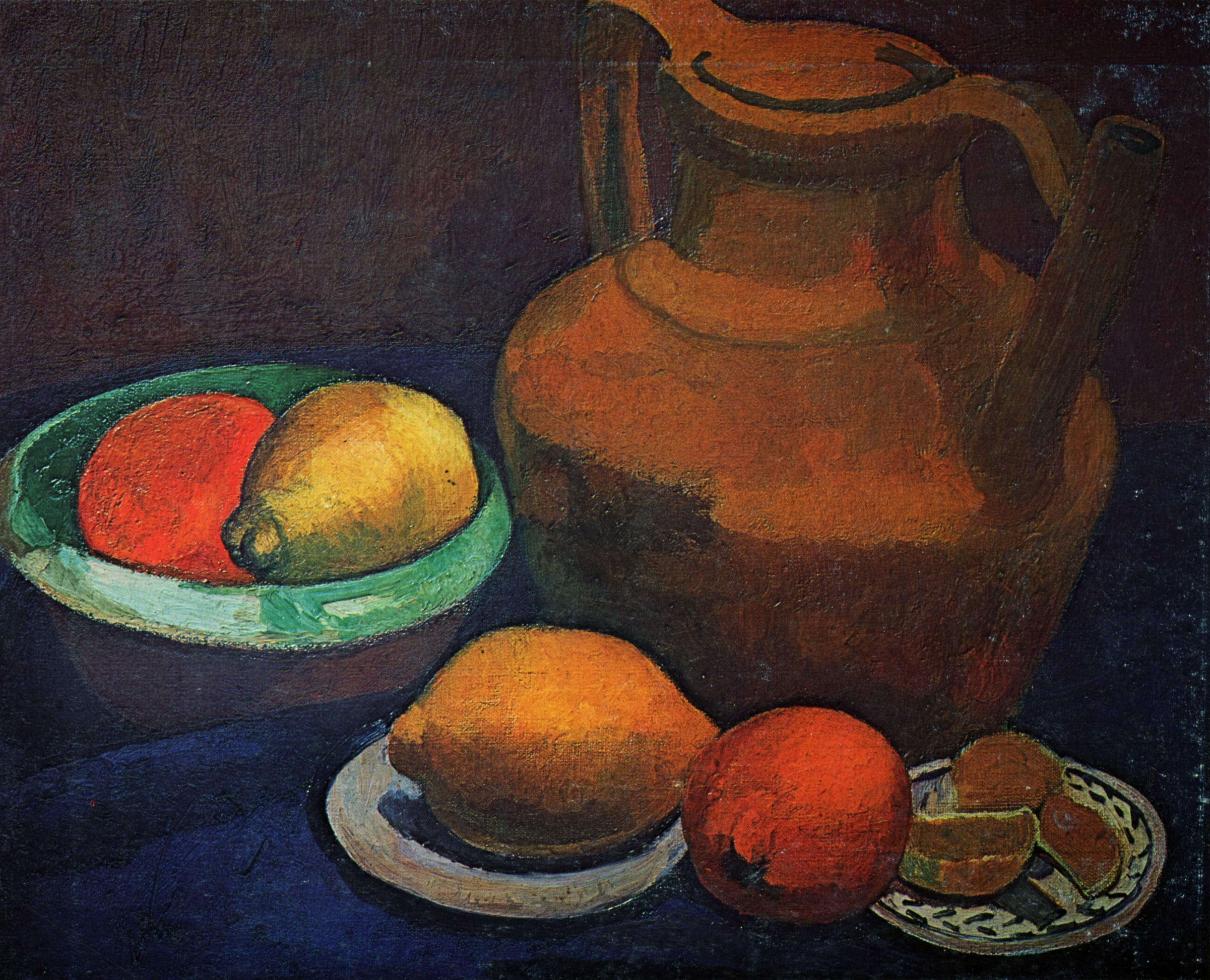
Stilleben mit Tonkrug (1907)
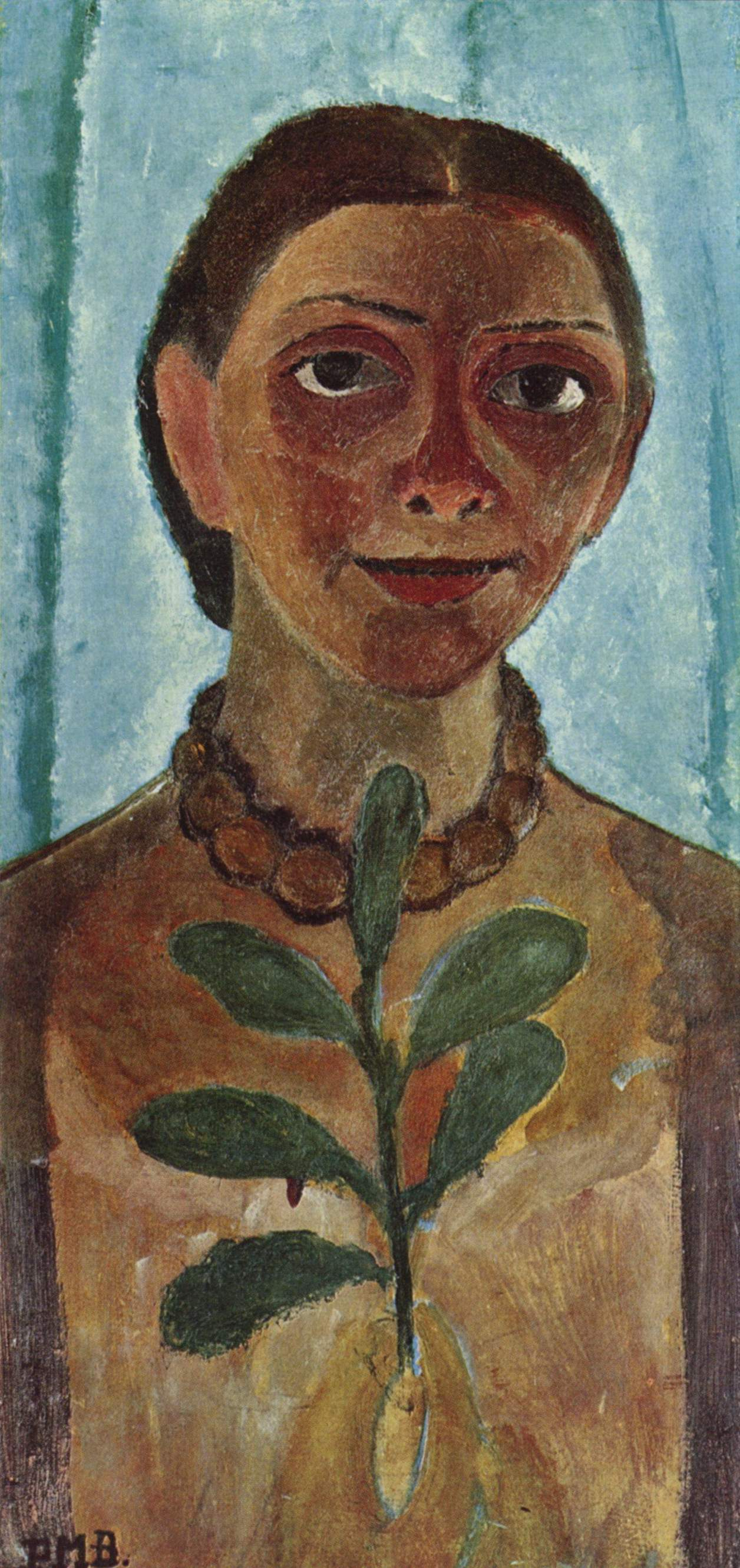
Die Malerin mit Kamelienzweig (Selbstporträt) or The Painter with Camilla Branch (Self Portrait), (1907)

## 같이 보기
- 청기사파
- 브뤼케